# KF Trepça'89
KF Trepça'89 (Klubi Futbollistik Trepça'89) é um clube de futebol sediado em Mitrovica, Kosovo.

## Títulos

### Liga
- Campeonato Kosovar de Futebol: 2016–17
- Campeonato Kosovar de Futebol – Segunda Divisão: 2009–10

### Copa
- Copa Kosovar: 2011–12